# Fronda (bunt)

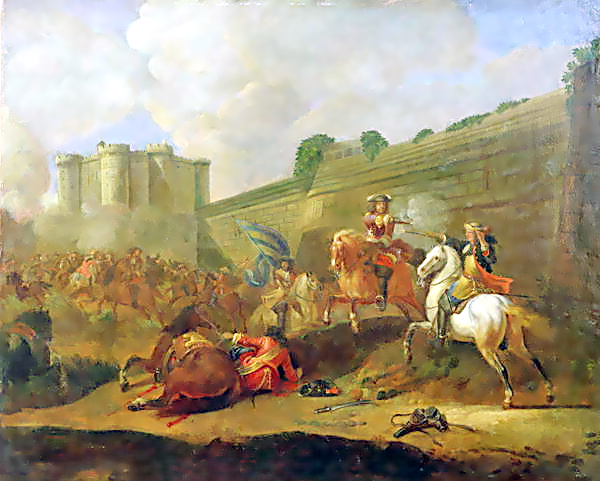
Epizod walk frondystów z armią królewską

Fronda (z fr. fronde – proca) – francuski ruch polityczny w latach 1648–1653. Nazwa fronda pochodzi od procy – broni nierozważnych dzieci, do których porównywano buntowników. Rozróżnia się dwie frondy – parlamentarną i książęcą.

## Fronda parlamentarna
Nazywana jest inaczej starą frondą (1648–1649). Rozpoczęła się od wystąpień ludności Paryża przeciwko kardynałowi Jules'owi Mazarinowi. Następstwem tego było wystąpienie parlamentu paryskiego pod przewodnictwem Pierre’a Broussela przeciwko podatkom oraz ograniczaniu prawa do rejestracji ustaw. Największe wzburzenie wywołało podniesienie podatków pośrednich od wina i soli. Sól jako niezbędny środek konserwujący, sprzedawana była w różnych cenach, ale zawsze wysokich. Często dochodziło do sytuacji, w której sąsiadujące ze sobą prowincje obciążone były całkowicie nieproporcjonalnie. Buntujący się zwracali również uwagę na obsadzanie urzędów fachowcami pochodzącymi z burżuazji i członków rad królewskich. Był to najzwyczajniejszy w świecie nepotyzm. Gdy wreszcie rząd postanowił zwiększyć obciążenia dziedzicznych urzędników, powstała sytuacja kryzysowa. Parlament paryski w maju 1648 zaprotestował przeciw edyktom podnoszącym podatki, wznawiając swe roszczenia do wpływu na królewskie ustawodawstwo. Postanowiono sformułować program zasadniczych reform politycznych, przedstawiając parlament w roli obrońcy ludu. Ubiegano się również o zniesienie całkowite urzędu intendentów, czy o zaniechanie arbitralnych aresztów. Wszystko to godziło w absolutystyczne koncepcje ustrojowe. Przez trwające już wcześniej rebelie Mazarin zmuszony był grać na zwłokę. W sierpniu 1648 po zwycięstwie nad Hiszpanami, kardynał poczuł się dużo pewniej, aresztując przy tym dwóch bardzo popularnych sędziów parlamentu. Lud Paryża zareagował na to żywiołowo, budując 1200 barykad, a straż miejska złożona z burżuazji wystąpiła przeciwko dworowi. Mimo bojowego nastawienia do buntu Anny Austriaczki, Mazarin wypuścił aresztowanych i uznał żądania parlamentu. Jednak w obliczu sukcesów rewolucji angielskiej, zapadła decyzja o zbrojnym rozprawieniu się z powstaniem. Dwór przeniósł się do St.Germain, armia pod dowództwem księcia de Conde obległa stolicę, jednak Kondeusz był zbyt słaby, a paryżanie bronili się dzielnie.
Sfery rządzące frondą starały się wyzyskać sytuację międzynarodową. Pertraktowano z Hiszpanami, z którymi rząd Mazarina ciągle prowadził wojnę, a którzy liczyli na sukces frondy i obalenie pierwszego ministra. O losach powstania mogła zdecydować silna armia Turenne’a, który opowiedział się za frondą. Mazarin jednak przekupił jego wojsko i zmusił do ucieczki do Holandii. Skłoniło to parlament paryski do zawarcia kompromisu z Mazarinem w marcu 1649. Podpisano kompromisowy układ w Rueil-Malmaison w 1649 roku.

## Fronda książąt
Zwana jest też młodą frondą (1649–1653). Fronda paryska, znajdując echo na prowincji, doprowadziła do drugiego etapu buntu. Były to spiski arystokratyczne z Wielkim Kondeuszem na czele, popierane przez Hiszpanię, oraz ruchy ludowe (najsilniejsze w Bordeaux, Normandii i Langwedocji). Kondeusz zawarł sojusz z królem hiszpańskim Filipem IV, który był ciągle w stanie wojny z Francją. Również Cromwell szukał porozumienia z uczestnikami buntu. Fronda zmusiła kardynała Mazarina do czasowego opuszczenia Francji, a w 1652 roku jej wojska zajęły Paryż. Sukces Mazarina, przywołanego z powrotem przez Annę Austriaczkę, ułatwili sami frondyści, skłóceni i nieudolni. Upadek frondy w 1653 roku umocnił władzę absolutną we Francji. Ruchy ludowe zostały stłumione, a arystokracja pogodziła się z rządem.

### Główni aktorzy wydarzeń

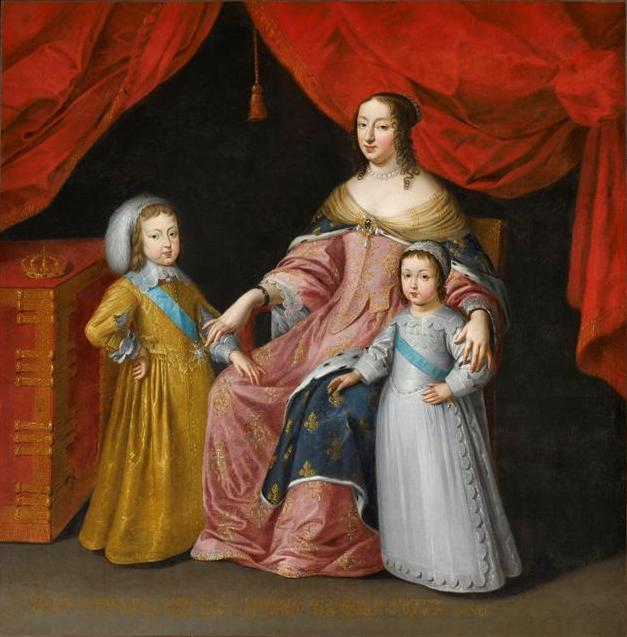
Anna Austriaczka z Ludwikiem XIV i Filipem
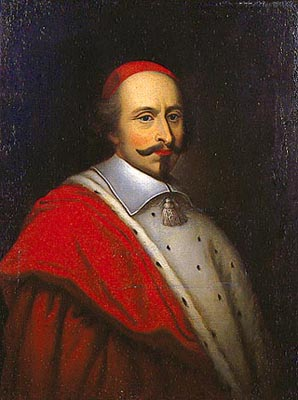
Jules Mazarin
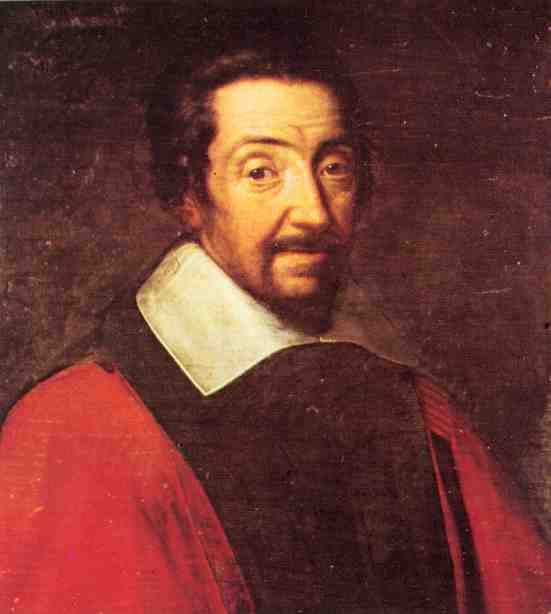
Pierre Broussel
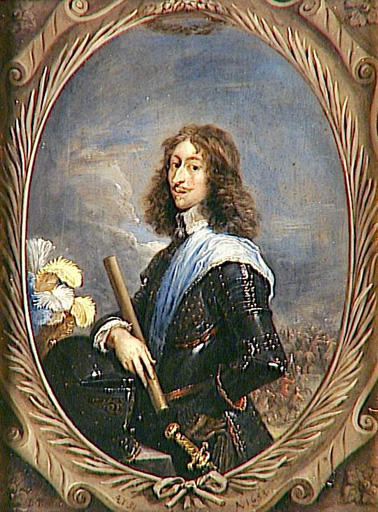
Wielki Kondeusz